# Otto Warburg
|  | Per a altres significats, vegeu «Otto Heinrich Warburg». |

Otto Warburg (1859–1938), va ser un botànic alemany i expert en l'agricultura industrial.
Va néixer el 20 de juliol del 1859 a Hamburg a una família benestant jueva no practicant, que li va donar una educació humanista.
Va ser un membre actiu Organització Sionista Mundial.
Estudià química a Múnic i fisiologia a Tübingen amb Wilhelm Pfeffer. L'any 1885 s'embarcà en una expedició de quatre anys al sud d'Àsia i al sud-est d'Àsia i Austràlia. El 1911 Warburg va ser elegit president del Organització Sionista Mundial a Palestina. Warburg va ser el fundador de L'Estació Experimental d'agricultura de Tel-Aviv. Un dels seus estudiants va ser Naomi Feinbrun-Dothan.
De 1913 a 1922 va publicar els tres volums de Die Pflanzenwelt (El món de les plantes). A Berlín va cofundar la revista especialitzada en agricultura tropical, Der Tropen Pflanzer
Warburg també va ser un dels membres de l'expedició El Arish, nomenat per Theodor Herzl com el membre per l'agricultura. L'equip estava dirigit per Leopold Kessler. Va ser el fundador del jardí botànic de la Universitat hebrea Mont Scopus.
Entre els tàxons als quals va donar nom figuren Dovyalis caffra, Virola peruviana, Cephalosphaera usambarensis, i la planta carnívora Nepenthes treubiana.